# Alexei I. (Russland)

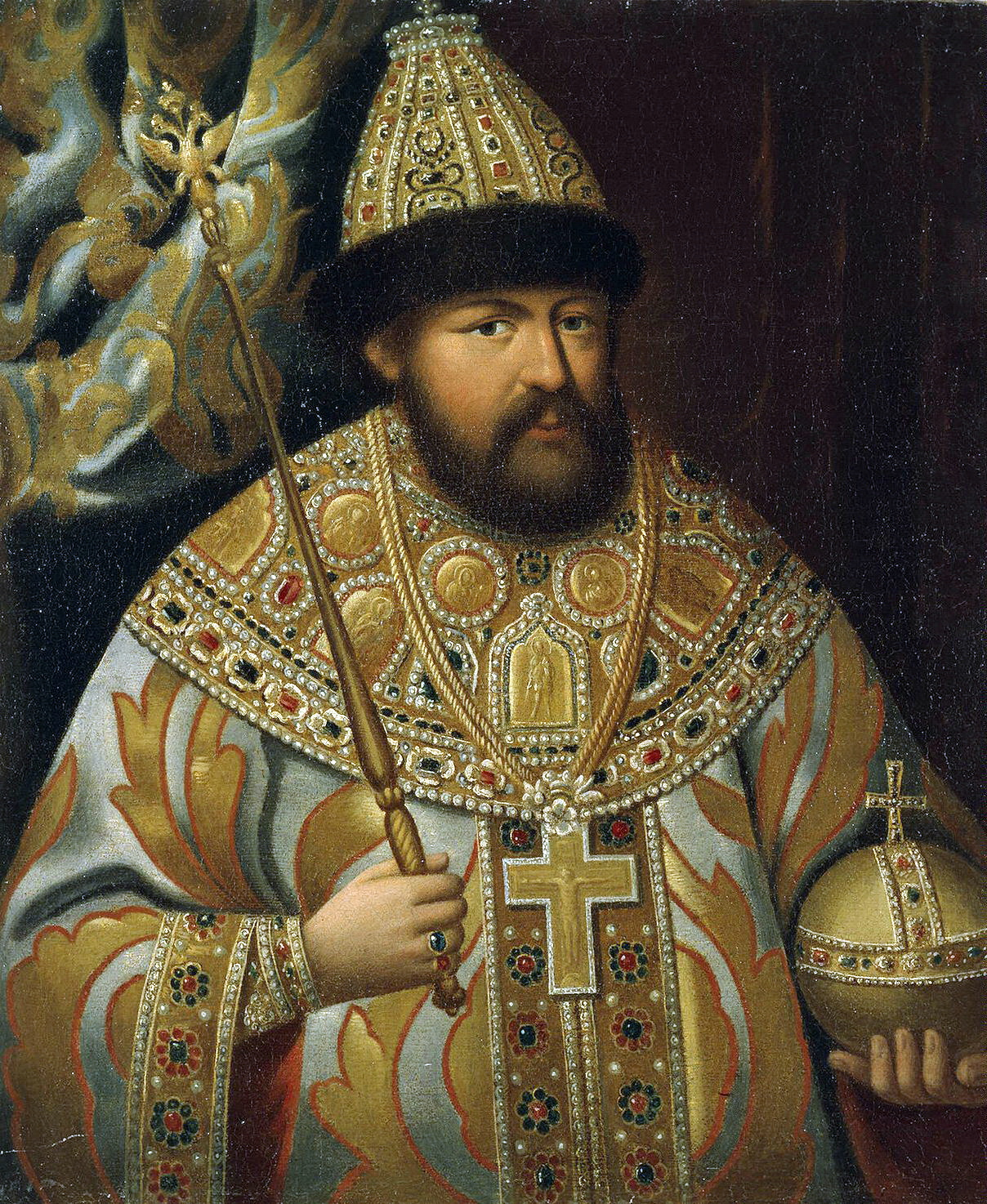
Zar Alexei Michailowitsch von Russland

Alexei Michailowitsch, „der Sanftmütigste“ (russisch Алексей Михайлович Тишайший; * 19. Märzjul. / 29. März 1629greg. in Moskau; † 29. Januarjul. / 8. Februar 1676greg. in Moskau), war von 1645 bis 1676 Zar und Großfürst von Russland.

## Leben

### Festigung der Dynastie
Der zweite Zar aus der wachsenden Dynastie Romanow bestieg als Jugendlicher den Thron, er war vier Monate vor dem Tod seines Vaters Michael I. erst sechzehn Jahre alt geworden. Da sein Vater ihn schon am Neujahrstag 1643 der Öffentlichkeit als Nachfolger präsentierte und in seiner Sterbenacht noch die Herrschaft übergab, war die Nachfolge gesichert und es folgte nun wieder ein Sohn dem Vater auf den Zarenthron.

### Regentschaft
In den ersten Jahren seiner Herrschaft lag die Regierungsgewalt faktisch in den Händen seines Erziehers und Schwagers Boris Morosow.
Mit der Einrichtung des Prikas für geheime Staatsangelegenheiten schuf er ein wichtiges Kontrollorgan, das ihn in die Lage versetzte, die Regierungsgewalt weitgehend selbstständig auszuüben. Seine Regierung ist durch verstärkte Unterdrückung der Bauern und Erhöhung der Steuerlasten gekennzeichnet, was ab 1648 zu Stadtaufständen führte (Salzaufstand in Moskau, Tomsk, Pskow und Nowgorod). Dadurch sah sich Alexei gezwungen, die Landesversammlung (Semski Sobor) einzuberufen und 1649 ein neues Reichsgesetzbuch, das Sobornoje Uloschenije, zu erlassen, das die Leibeigenschaft zementierte.
Alexeis wichtigster Berater wurde 1651 der Patriarch Nikon. Durch geschicktes Taktieren konnte Alexei den 1648 begonnenen Chmelnyzkyj-Aufstand für sich ausnutzen und übernahm 1654 mit dem Vertrag von Perejaslaw die Schutzherrschaft über das ukrainische Hetmanat. Im daraufhin beginnenden Russisch-Polnischen Krieg 1654–1667 konnten russische Truppen 1654 Smolensk erobern. Nach weiteren russischen Erfolgen im folgenden Jahr griff Schweden in den Krieg ein und Russland konnte das gesamte Großfürstentum Litauen an sich bringen. Ende 1655 schloss Russland mit Polen einen Waffenstillstand und wandte sich gegen Schweden (siehe Russisch-Schwedischer Krieg 1656–1658). Die Belagerung Rigas blieb indessen erfolglos, und nachdem der neue Hetman Iwan Wyhowskyj sich 1658 mit dem Vertrag von Hadjatsch auf die Seite Polen-Litauens gestellt hatte, einigte sich Russland mit Schweden auf den Waffenstillstand von Valiesar (1658). Der nunmehr wiederaufgenommene Krieg gegen Polen verlief wechselhaft (Litauen ging wieder verloren), letztlich konnte sich Russland aber 1667 im Frieden von Andrussowo Smolensk, Kiew und die Linksufrige Ukraine sichern. In den Jahren 1668–1669 waren die russischen Truppen mit einem Aufstand der Kosaken der Linksufrigen Ukraine konfrontiert. Kriegshandlungen gegen den rechtsufrigen Hetman Petro Doroschenko gingen bis ins Jahr 1676.
In östlicher Richtung dehnte Alexei sein Reich mit der Eroberung Ostsibiriens bis an die Grenze Chinas aus. 1654 schickte er Fjodor Baikow als offiziellen Botschafter an der Spitze der ersten offiziellen russischen Botschaft an den Hof des chinesischen Kaisers Shunzhi zur Einleitung regulärer diplomatischer Beziehungen und Förderung des gegenseitigen Handels, was wegen Baikows auftragsentsprechender Verweigerung des Kotaus erfolglos war. Auch ein zweiter Versuch mit dem moldauer Diplomaten Nicolae Milescu Spătarul 1675–1678 blieb trotz dessen diplomatischeren Verhaltens ohne Erfolg.
1658 überwarf sich Alexei mit Nikon über der Frage der von diesem eingeleiteten kirchlichen Reformen, der Sitz des Patriarchen blieb danach für acht Jahre unbesetzt. Nikons Reformen hatten zur Spaltung der russisch-orthodoxen Kirche geführt (siehe Altgläubige in Russland).
Alexei gelang es, die Rechte der Landesversammlung nach und nach wieder auszuschalten. Durchgreifend waren seine Reformen im Militär und in der Wirtschafts- und Handelspolitik. Seine wichtigsten Berater in späteren Jahren waren Afanassi Ordin-Naschtschokin und Artamon Matwejew.
Währenddessen hatte sich 1662 die Moskauer Bevölkerung erneut zum Aufstand erhoben (Kupferaufstand). Der Kampf der unterdrückten Bauern entlud sich schließlich im Bauernkrieg unter Stepan Rasin von 1670/71, der allerdings rasch niedergeworfen wurde. Die über ihn verhängte Todesstrafe wurde noch am Tage der Urteilsverkündung vollstreckt, der Mythos aber ließ „Stenka“ Rasin zum Helden eines sehr bekannten Volksliedes werden.
Die sterblichen Überreste von Alexei I. befinden sich in der Erzengel-Michael-Kathedrale von Moskau.

## Ehen und Nachkommen

### Erste Ehe

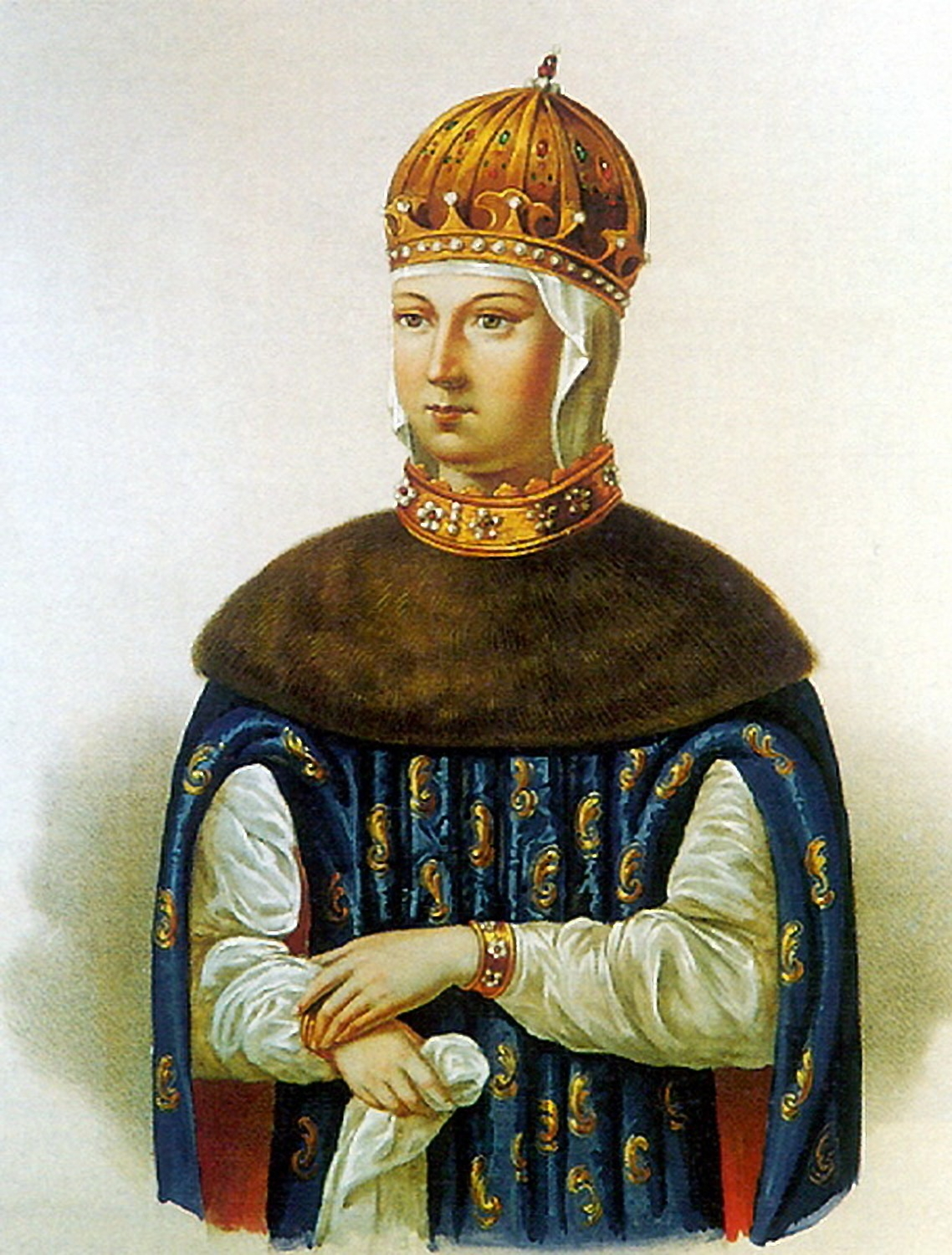
Marija Iljinitschna Miloslawskaja

1647 vermählte sich der 18-jährige Alexei in erster Ehe mit der knapp fünf Jahre älteren Bojarentochter Marija Miloslawskaja (* 1. April 1624; † 2. März/3. März 1669 in Moskau), die von ihm während der 21-jährigen Ehe fünf Söhne und neun Töchter hatte:
- Dimitri (22. Oktober 1648 – 6. Oktober 1649), Zarewitsch von Russland
- Jewdokija (18. Februar 1650 – 10. Mai 1712), Großfürstin von Russland
- Marfa (26. August 1652 – Juli 1707), Großfürstin von Russland
- Alexei (5. Februar 1654 – 17. Januar 1670), Zarewitsch von Russland
- Anna (23. Januar 1655 – 9. Mai 1659), Großfürstin von Russland
- Ekaterina (19. Februar 1656 – 10. Mai 1718), Großfürstin von Russland
- Sofia (27. September 1657 – 14. Juli 1704), Großfürstin und Regentin von Russland
- Katharina (26. November 1658 – 1. Mai 1718), Großfürstin von Russland
- Maria (18. Januar 1660 – 20. März 1723), Großfürstin von Russland
- Fjodor III. (9. Juni 1661 – 7. Mai 1682), Zar von Russland
- Feodossija (28. Mai 1662 – Dezember 1713), Großfürstin von Russland
- Simeon (April 1665 – 19. Juni 1669), Großfürst von Russland
- Iwan V. (6. September 1666 – 8. Februar 1696), Zar von Russland
- Jewdokija (*/† 18. Februar 1669), Großfürstin von Russland

Maria Miloslawskaja starb im März 1669, kurz nach der Geburt des vierzehnten Kindes. Der Tod des knapp 16-jährigen Zarewitsch Alexei im Januar 1670 traf den Zaren schwer, zumal der zweite lebende Sohn Fjodor schwächlich und der dritte Sohn Iwan geistesschwach war.

### Zweite Ehe

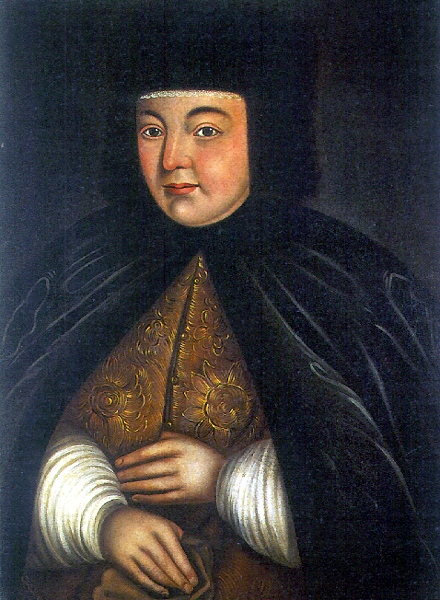
Natalja Kirillowna Naryschkina

1671 heiratete Alexei, in der Hoffnung einen gesunden Zarewitsch zu zeugen, die gut 22 Jahre jüngere tatarischstämmige Bojarentochter Natalja Kirillowna Naryschkina (1651–1694). Sie gebar ihm einen Sohn und zwei Töchter:
- Peter I. der Große (30. Mai 1672 – 28. Januar 1725), Zar, ab 1721 Kaiser von Russland
- Natalja (25. August 1673 – 18. Juni 1716), Großfürstin von Russland und Gründerin des ersten russischen Theaters, schrieb selber Stücke
- Feodora (4. April 1674 – November 1675), Großfürstin von Russland

Natalja Naryschkina überlebte ihren Mann um beinahe 18 Jahre.